# Renault RE20
Der Renault RE20 ist ein Formel-1-Rennwagen von Renault aus dem Jahr 1980.
Der Wagen kam in der kompletten Saison 1980 sowie der ersten Hälfte der Saison 1981 zum Einsatz. Insgesamt wurden fünf technisch identische Chassis gebaut und als RE20, RE22, RE23, RE24 und RE25 bezeichnet. Es wurden keine RE20 an Kundenteams verkauft. Alle Fahrzeuge wurden von einem Renault-Gordini-EF1-Turbomotor angetrieben.

## Geschichte

### Hintergrund
Renault hatte Mitte 1977 mit dem RS01 in der Formel 1 debütiert und nutzte als erstes Team die seit 1966 erlaubten Motoren mit Turboaufladung. Die ersten Jahre mit dem nur begrenzt konkurrenzfähigen Chassis und der notorischen Unzuverlässigkeit des Motors machten den Rennstall zum Ziel von Spott sowohl der Presse als auch der anderen Teams. Mit Jean-Pierre Jabouille, der sich als hervorragender Entwicklungsfahrer herausstellte, gelang es bis Anfang 1979 den Antrieb zu einem konkurrenzfähigen Paket weiterzuentwickeln, was in einer Pole-Position beim Rennen in Südafrika gipfelte. Der RS01 wurde zur Saisonmitte durch den modernen Renault RS10 ersetzt, mit dem das Team beim Großen Preis von Frankreich einen Doppelsieg nur knapp verfehlte, nachdem Jabouille als Erster vor seinem Teamkollegen René Arnoux auf dem zweiten Platz ins Rennen gegangen war und sich Letzterer nach einem engen Duell am Rennende schließlich Gilles Villeneuve geschlagen geben musste. Dieses Ergebnis auf der sehr schnellen Strecke von Dijon-Prenois hatte aber gezeigt, dass sich Renault mit der Turbotechnologie klar auf dem Weg an die Spitze befand und für die Konkurrenz mit regulären Saugmotoren allmählich zum ernsthaften Gegner heranwuchs.

### Renneinsätze (1980–1981)
Der RE20 stand bereits bei der Eröffnungsveranstaltung der Saison 1980 in Argentinien für beide Fahrer zur Verfügung. Jabouille und Arnoux qualifizierten sich beide nur für das Mittelfield und mussten das Rennen vorzeitig aufgeben. Auf den höhergelegenen Strecken in Brasilien und Südafrika konnten die Renaults aber die Überlegenheit der Turbomotoren bei dünnerer Luft erfolgreich ausnutzen – Jabouille qualifizierte sich zweimal hintereinander für den ersten Startplatz, fiel aber jeweils in den Rennen aus, wodurch sein Teamkollege Arnoux beide Siege erzielen konnte. Ab diesem Punkt starteten beide Fahrer immer wieder von den vorderen Startplätzen, doch blieb die Zuverlässigkeit des Motors weiterhin ein großes Problem und machte viele gute Ergebnisse zunichte. Beim Großen Preis von Deutschland auf dem Hockenheimring ging Jabouille gleich nach Rennbeginn in Führung, musste aber mit Motorschaden aufgeben. Arnoux lag im Kampf um Platz 2, als er nur eine Runde später das gleiche Pech erlitt. Auf dem Österreichring in den Alpen waren die Renaults der Konkurrenz bereits in der Qualifikation mit über einer Sekunde Vorsprung auf die Konkurrenz klar überlegen und Jabouille gewann seinen zweiten und letzten Grand Prix. Arnoux hatte das Rennen von der Pole Position lange angeführt, fiel aber mit einem Reifenschaden zurück. Am Ende der Saison belegte Renault den vierten Platz der Konstrukteure; Arnoux wurde in der Fahrerwertung Sechster, Jabouille Achter.
Zur Formel-1-Saison 1981 kam Alain Prost ins Team, der im Vorjahr bereits bei einigen Grands Prix für McLaren gestartet war. Er ersetzte Jabouille, der für 1981 einen Vertrag bei der Équipe Ligier unterzeichnet hatte. Der RE20 wurde aufgrund von Regeländerungen in Details überarbeitet und als RE20B gemeldet. In Argentinien erzielten beide Fahrer noch einmal Punkte, konnten aber mit dem RE20B ansonsten keine weiteren Erfolge erzielen. Ab dem Großen Preis von Monaco stiegen Prost und Arnoux auf den Nachfolger Renault RE30 um.

## Technik

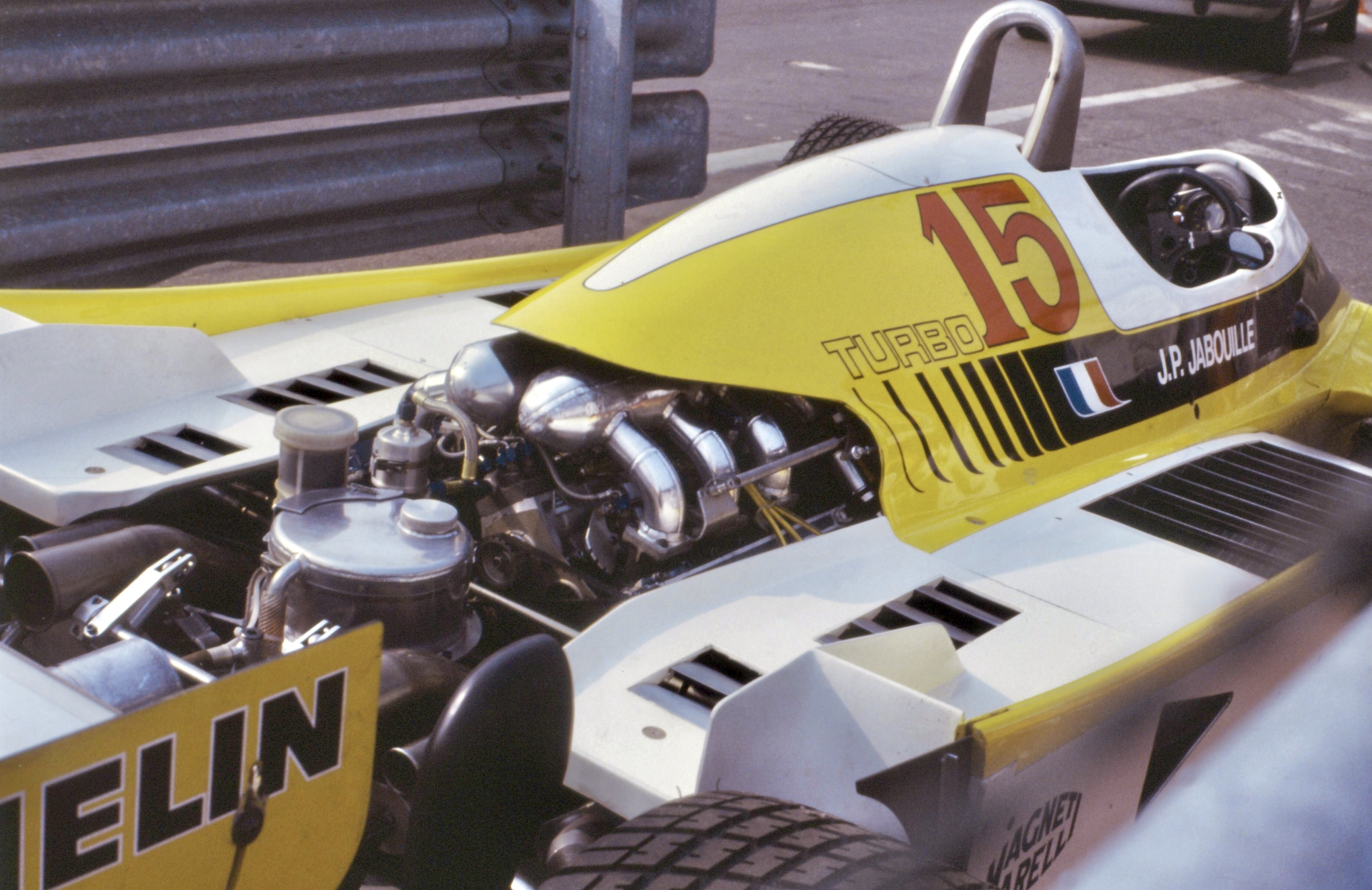
Blick in den Motorraum

Der Renault RE20 basierte auf dem Vorgängerfahrzeug RS10. Eine Gruppe um den technischen Direktor François Castaing, den Chefdesigner Michel Tétu und Chefaerodynamiker Marcel Hubert entwickelte das moderne Fahrzeug mit Flügelprofil in den Seitenkästen (Wing Car) in einigen Details weiter. Dieses Anfang 1977 mit dem Lotus 78 erstmals in der Formel 1 erschienene Aerodynamikkonzept generierte unter Ausnutzung des negativen Bodeneffekts zusätzlichen Anpressdruck. Die Motorkühlung wurde in die Seitenkästen eingebaut. Die Chassis wurden im Renault-Werk in Viry-Châtillon bei Paris aufgebaut.
Für die Motorisierung kam der Renault-Gordini-EF1-Sechszylindermotor mit 1,5 Litern Hubraum, Bi-Turbolader und 90° Zylinderbankwinkel zum Einsatz, der seit seiner Einführung 1977 kontinuierlich weiterentwickelt wurde. Der Herstellername weist auf Amedée Gordini hin, der in den 1950er Jahren ein eigenes Formel-1-Team unterhalten hatte und später die Motorsportaktivitäten Renaults verantwortete. Die Bezeichnung EF1 nimmt Bezug auf den engen Entwicklungspartner Elf Aquitaine. Der Motor war als tragendes Teil in einen Gitterrohrrahmen einbezogen. Die Antriebskraft wurde über ein Hewland-Getriebe an die Hinterräder übertragen. Reifenlieferant war Michelin.

## Lackierung und Sponsoring
Die RE20 erschienen dem Corporate Design Renaults entsprechend in einem hellen Gelb mit schwarzen, roten und weißen Akzenten. Hauptsponsor war Elf Aquitaine, Nebensponsoren Tissot und Magneti Marelli. Dieses Design blieb während der gesamten Zeit des ersten Renault-Werksteams von 1977 bis 1985 größtenteils unverändert.

## Galerie

Fuhr seine letzte vollständige Formel-1-Saison: Jean-Pierre Jabouille
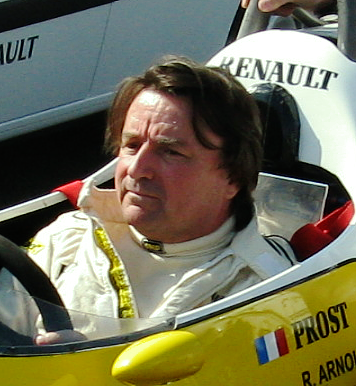
Zwei Siege und der sechste Platz in der Fahrerwertung: René Arnoux
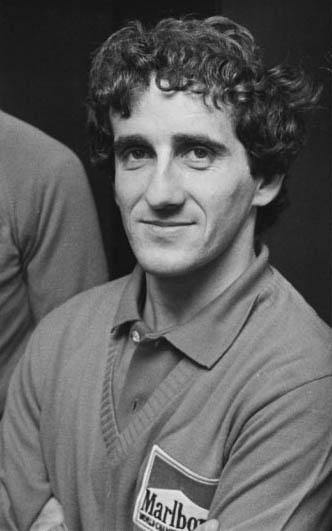
Erzielte ein letztes Podium mit dem RE20B: Alain Prost
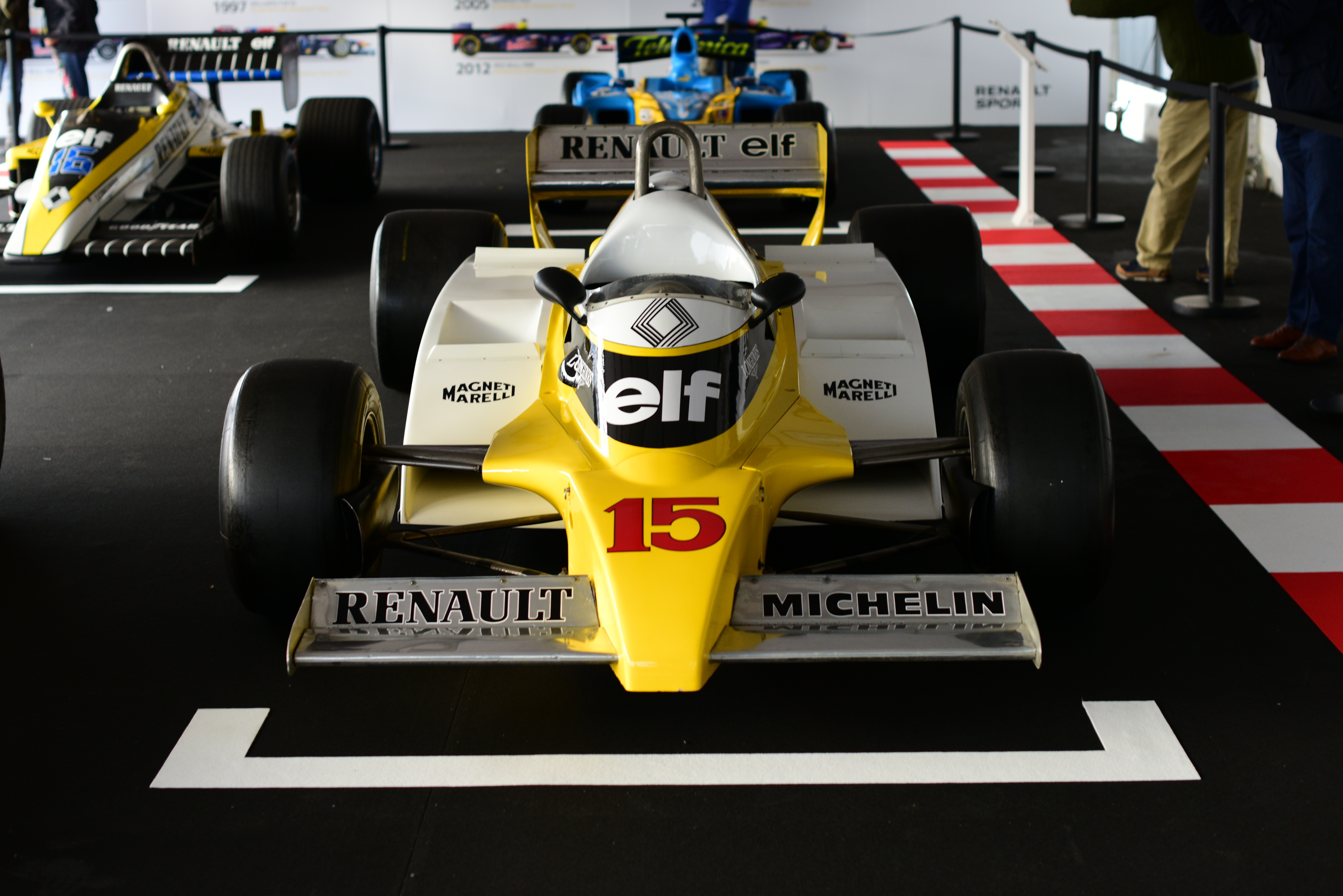
Frontansicht des RE20
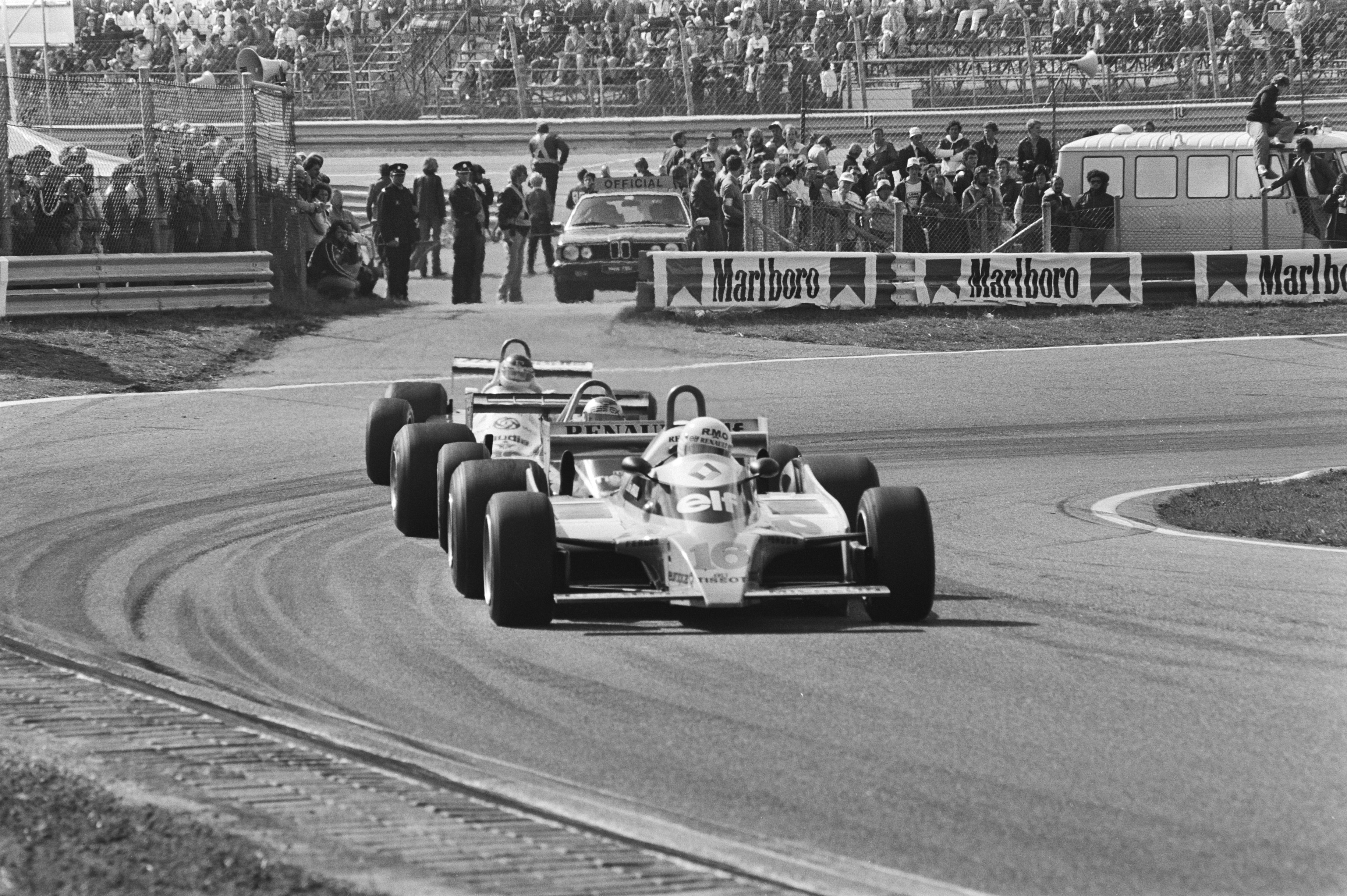
Arnoux im RE20 vor Andretti und Reutemann, Zandvoort, 1980
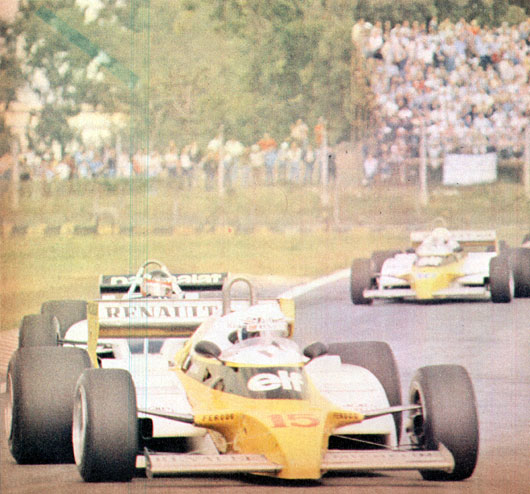
Beide RE20B in Argentinien, 1981

## Ergebnisse
| Fahrer                | Nr.                  | 1   | 2   | 3   | 4   | 5   | 6   | 7   | 8   | 9   | 10 | 11  | 12  | 13  | 14  | 15 | Punkte | Rang |
| --------------------- | -------------------- | --- | --- | --- | --- | --- | --- | --- | --- | --- | -- | --- | --- | --- | --- | -- | ------ | ---- |
| Formel-1-Saison 1980  | Formel-1-Saison 1980 |     |     |     |     |     |     |     |     |     |    |     |     |     |     |    | 38     | 4.   |
| Jean-Pierre Jabouille | 15                   | DNF | DNF | DNF | 10  | DNF | DNF | DNF | DNF | DNF | 1  | DNF | DNF | DNF | INJ |    | 38     | 4.   |
| René Arnoux           | 16                   | DNF | 1   | 1   | 9   | 4   | DNF | 5   | NC  | DNF | 9  | 2   | 10  | DNF | 7   |    | 38     | 4.   |
| Formel-1-Saison 1981  | Formel-1-Saison 1981 |     |     |     |     |     |     |     |     |     |    |     |     |     |     |    | 54     | 3.   |
| Alain Prost           | 15                   | DNF | DNF | 3   | DNF | DNF |     |     |     |     |    |     |     |     |     |    | 54     | 3.   |
| René Arnoux           | 16                   | 8   | DNF | 5   | 8   | DNQ |     |     |     |     |    |     |     |     |     |    | 54     | 3.   |

| Legende  | Legende            | Legende                                                          |
| Farbe    | Abkürzung          | Bedeutung                                                        |
| -------- | ------------------ | ---------------------------------------------------------------- |
| Gold     | –                  | Sieg                                                             |
| Silber   | –                  | 2. Platz                                                         |
| Bronze   | –                  | 3. Platz                                                         |
| Grün     | –                  | Platzierung in den Punkten                                       |
| Blau     | –                  | Klassifiziert außerhalb der Punkteränge                          |
| Violett  | DNF                | Rennen nicht beendet (did not finish)                            |
| Violett  | NC                 | nicht klassifiziert (not classified)                             |
| Rot      | DNQ                | nicht qualifiziert (did not qualify)                             |
| Rot      | DNPQ               | in Vorqualifikation gescheitert (did not pre-qualify)            |
| Schwarz  | DSQ                | disqualifiziert (disqualified)                                   |
| Weiß     | DNS                | nicht am Start (did not start)                                   |
| Weiß     | WD                 | zurückgezogen (withdrawn)                                        |
| Hellblau | PO                 | nur am Training teilgenommen (practiced only)                    |
| Hellblau | TD                 | Freitags-Testfahrer (test driver)                                |
| ohne     | DNP                | nicht am Training teilgenommen (did not practice)                |
| ohne     | INJ                | verletzt oder krank (injured)                                    |
| ohne     | EX                 | ausgeschlossen (excluded)                                        |
| ohne     | DNA                | nicht erschienen (did not arrive)                                |
| ohne     | C                  | Rennen abgesagt (cancelled)                                      |
| ohne     | keine WM-Teilnahme |                                                                  |
| sonstige | P/fett             | Pole-Position                                                    |
| sonstige | 1/2/3/4/5/6/7/8    | Punktplatzierung im Sprint-/Qualifikationsrennen                 |
| sonstige | SR/kursiv          | Schnellste Rennrunde                                             |
| sonstige | *                  | nicht im Ziel, aufgrund der zurückgelegten Distanz aber gewertet |
| sonstige | ()                 | Streichresultate                                                 |
| sonstige | unterstrichen      | Führender in der Gesamtwertung                                   |